# Bisdom Jundiaí
Het bisdom Jundiaí (Latijn: Dioecesis Iundiaiensis) is een rooms-katholiek bisdom met als zetel Jundiaí, in Brazilië. Het bisdom is suffragaan aan het aartsbisdom Sorocaba.

## Geschiedenis
Het bisdom werd opgericht op 7 november 1966, uit delen van de aartsbisdommen Campinas en São Paulo, en was suffragaan aan het aartsbisdom São Paulo. Op 29 april 1992 wisselde het van kerkprovincie en werd suffragaan aan het nieuw verheven aartsbisdom Sorocaba. 

## Parochies
Het bisdom had in 2021 een oppervlakte van 2.254 km2 en telde 1.329.570 inwoners waarvan 82,2% rooms-katholiek was.

## Bisschoppen
- Gabriel Paulino Bueno Couto (21 november 1966 - 11 maart 1982)
- Roberto Pinarello de Almeida (11 maart 1982 - 2 oktober 1996; coadjutor sinds 31 juli 1980, hulpbisschop sinds 24 juli 1971)
- Amaury Castanho (2 oktober 1996 - 7 januari 2004; coadjutor sinds 3 mei 1989)
- Gil Antônio Moreira (7 januari 2004 - 28 januari 2009)
- Vicente Costa (30 december 2009 - 15 juni 2022)
- Arnaldo Carvalheiro Neto (15 juni 2022 - heden)

Sorocaba (aartsbisdom) · Itapetininga · Itapeva · Jundiaí · Registro